# Rozvojová země

Vyspělé země
Rozvojové země
Nejméně rozvinuté země
Data nedostupná
Nejnovější klasifikace seřazené podle MMF a OSN

Rozvojová země je pojem obecně používaný k označování států, pro něž je typická nižší úroveň materiálního blahobytu. Neexistuje jediná celosvětově přijímaná definice stavu, kdy je stát „vyspělý“, a úroveň ekonomického rozvoje se také může velmi lišit v rámci skupiny rozvojových zemí. 
V minulosti byl kladen důraz především na hospodářský růst a míru industrializace země. Dnes patří k nejuznávanějším měřítkům rozvinutost průmyslové základny a Index lidského rozvoje (HDI), který zohledňuje jak ekonomické, tak sociální aspekty rozvoje. Za rozvojovou tak bývá obvykle označována země s nižší životní úrovní obyvatelstva, méně rozvinutým průmyslem a nižším HDI.
Rozvojové země zahrnují: nově industrializované země, rozvíjející se trhy, hraniční trhy a nejméně rozvinuté země. 
Většinou jsou do této kategorie zařazovány členské státy G77 a další státy na podobném stupni vývoje. Někdy se nejméně rozvinutým zemím též zjednodušeně říká země Jihu či třetí svět.

## Dělení

Mapa světa představující kategorie HDI (na základě údajů z roku 2021, zveřejněných v roce 2022)
Velmi vysoký (≥ 0.800)
Vysoký (0.700–0.799)
Střední (0.550–0.699)
Nízký (≤ 0.549)
Data nedostupná

Rozvojové země bývají ještě dále členěny. Na konci žebříčku se nacházejí nejméně rozvinuté země a naproti tomu se mluví o takzvaných nově industrializovaných zemích. Speciální skupinou jsou státy, které selhaly ve výkonu své funkce - tedy ty, kde vláda nemá kontrolu nad děním v zemi. Ty označujeme jako zhroucené státy (failed states).

## Typické znaky
- Probíhá migrace do měst (v roce 1960 ve městech žilo 22 % obyvatel, v roce 2014 je už 60 % obyvatel)
- Mají nižší spotřebu a je zde vysoký populační růst (např. Etiopie, Pákistán, Nigérie)
- Je zde vyšší míra chudoby a nízká úroveň vzdělanosti
- Ve všeobecnosti nerozvinutý, převážně těžký průmysl a rostoucí znečištění[3]
- Špatně funguje státní správa, veřejné statky (školství, zdravotnictví, obrana) jsou na nízké a nedostačující úrovni
- Relativně mladá populace, průměrný věk pod 30 let
- Odliv nadaných a vysokoškolsky vzdělaných obyvatel do rozvinutých zemí
- Často vysoký státní dluh
- Rychlejší ekonomický růst než u vyspělých zemí